# Benetton B192
La Benetton B192 è la vettura monoposto costruita dalla Benetton Formula per partecipare alla stagione 1992 di Formula 1 . Progettata da Ross Brawn e Rory Byrne, venne pilotata dal tedesco Michael Schumacher e dall'inglese Martin Brundle.

## La vettura
Dopo aver corso le prime tre gare del 1992 con la B191B (versione aggiornata della vecchia B191), la Benetton portò al debutto la B192 in occasione del Gran Premio di Spagna. Auto ben disegnata, con un'aerodinamica ed un telaio particolarmente efficienti, non risentiva più di tanto degli svantaggi legati all'adozione dei propulsori Ford-Cosworth V8 HBA5 e HBA7 (che sebbene perfezionati rispetto a quelli in uso nel 1991 erano comunque meno performanti rispetto ai motori a 10 e 12 cilindri adottati da altre scuderie di prima fascia) e alla mancanza degli ausili elettronici alla guida (controllo di trazione e ABS), egualmente in uso presso altre scuderie. Tra le altre novità si annovera il ritorno degli pneumatici Goodyear dopo la parentesi del 1991 con la Pirelli (che nel 1992 si ritirò dalla Formula 1, lasciando la casa americana quale fornitore unico di tutte le squadre).
La livrea della vettura, ove sempre dominava il giallo del main sponsor Camel, perse gran parte del colore blu visto l'anno prima, sostituito dal verde Benetton.

## Carriera agonistica

### La stagione

Brundle porta la B192 al secondo posto nel Gran Premio d'Italia 1992

La vettura debuttò nella quarta gara della stagione 1992, il Gran Premio di Spagna, e risultò molto competitiva ottenendo 11 podi complessivi (6 di Schumacher e 5 di Brundle) tra cui una vittoria, ad opera di Michael Schumacher, nel Gran Premio del Belgio. Anche Martin Brundle trovò la macchina confortevole da guidare e facile da gestire e settare,  ottenendo ottime prestazioni: considerando solo le gare corse con tale vettura, Brundle riuscì ad accumulare soltanto 4 punti in meno rispetto a Schumacher: 38 punti contro i 42 del tedesco.
In virtù di ciò la Benetton chiuse terza nel campionato costruttori, marcando punti iridati almeno con una vettura in ogni gara della stagione; inoltre Michael Schumacher chiuse al terzo posto il campionato piloti, con 53 punti (ottenuti anche grazie alla vettura dell'anno precedente, utilizzata nelle prime tre gare), alle spalle di Riccardo Patrese, ma sorprendentemente davanti al campione del mondo uscente Ayrton Senna, che sebbene avesse vinto tre gare contro l'unica del 23enne tedesco aveva avuto una stagione più irregolare, costellata di ritiri e difficoltà tecniche.
La B192 contribuì in maniera decisiva ad avvicinare la Benetton alle squadre pretendenti al titolo iridato: molte delle caratteristiche di questa vettura vennero infatti riprese ed integrate nelle vetture successive, ivi comprese quelle che permisero a Michael Schumacher di vincere il campionato nel 1994 e nel 1995.

### Risultati sportivi
| Anno | Team           | Motore    | Gomme | Piloti             |  |  |  |     |     |   |     |     |   |   |     |   |   |   |     |   | Punti | Pos. |
| ---- | -------------- | --------- | ----- | ------------------ |  |  |  | --- | --- | - | --- | --- | - | - | --- | - | - | - | --- | - | ----- | ---- |
| 1992 | Camel Benetton | Ford HBA7 | G     | Michael Schumacher |  |  |  | 2   | Rit | 4 | 2   | Rit | 4 | 3 | Rit | 1 | 3 | 7 | Rit | 2 | 93    | 3º   |
| 1992 | Camel Benetton | Ford HBA7 | G     | Martin Brundle     |  |  |  | Rit | 4   | 5 | Rit | 3   | 3 | 4 | 5   | 4 | 2 | 4 | 3   | 3 | 93    | 3º   |